# Prisoje (Dicmo)
Prisoje falu Horvátországban Split-Dalmácia megyében. Közigazgatásilag Dicmóhoz tartozik.

## Fekvése
Splittől légvonalban 19, közúton 25 km-re északkeletre, Sinjtől 12 km-re délre, községközpontjától 1 km-re keletre, a dalmát Zagora területén, a Zágrábot Splittel összekötő 1-es számú főúttól keletre fekszik.

## Története
A régészeti leletek tanúsága szerint területe már az őskorban is lakott volt. A Prisojéhoz tartozó Grčići falucska felett a Čemernica nevű lelőhelyen őskori erődítmény és halom maradványa található. A čemernicai erődöt és halmot régészeti szempontból még nem vizsgálták. A halom valószínűleg őskori sír. A halomtól délre, mintegy 190 méterre található az erődítmény maradványa. A domb és a halom közötti területen feltételezik az őskori erődített települést. Az erődítmény kiemelkedő stratégiai helyzetre épült, ahonnan azt a fontos őskori utat lehetett ellenőrizni, amely összekötötte a parti dombvidéki településeket Dalmácia belsejével.
A moreiai háború után az 1699-es karlócai béke a területet a Velencei Köztársaságnak adta, mely néhány évvel korábban már elfoglalta azt. A háború után egy csekély népesség kivételével az egész terület pusztasággá vált. A 18. század elején a hercegovinai duvnoi mező vidékéről új lakosságot telepítettek be. A velencei uralomnak 1797-ben vége szakadt és osztrák csapatok vonultak be a Dalmáciába. 1806-ban az osztrákokat legyőző franciák uralma alá került, de Napóleon lipcsei veresége után 1813-ban újra az osztrákoké lett. 1857-ben 413, 1910-ben 738 lakosa volt. 1918-ban az új szerb-horvát-szlovén állam, majd később Jugoszlávia része lett. A második világháború idején a Független Horvát Állam része lett, de lakói a partizánok oldalán harcoltak. 1991 óta a független Horvátországhoz tartozik. 2011-ben a településnek 643 lakosa volt.

## Lakosság
| Lakosság változása | Lakosság változása | Lakosság változása | Lakosság változása | Lakosság változása | Lakosság változása | Lakosság változása | Lakosság változása | Lakosság változása | Lakosság változása | Lakosság változása | Lakosság változása | Lakosság változása | Lakosság változása | Lakosság változása | Lakosság változása |
| ------------------ | ------------------ | ------------------ | ------------------ | ------------------ | ------------------ | ------------------ | ------------------ | ------------------ | ------------------ | ------------------ | ------------------ | ------------------ | ------------------ | ------------------ | ------------------ |
| 1857               | 1869               | 1880               | 1890               | 1900               | 1910               | 1921               | 1931               | 1948               | 1953               | 1961               | 1971               | 1981               | 1991               | 2001               | 2011               |
| 413                | 475                | 506                | 619                | 456                | 738                | 759                | 720                | 734                | 763                | 752                | 746                | 742                | 739                | 649                | 643                |

## Nevezetességei
A Gyógyító Boldogasszony tiszteletére szentelt kápolnája 1730-ban épült faragott kövekből. Hosszúsága 12, szélessége 7 méter. Homlokzata fölé később épített pengefalú harangtornyában három harang található. A négyszögletes apszisban található a kőből épített oltár a Boldogasszony szobrával. A falfülkében Szent Antal szobra látható.
Ipari műemlék az egykori dicmoi pályaudvar felvételi épülete. Az épület 1902-ben épült a Split-Sinj keskeny nyomtávú vasút kiegészítő létesítményeként. Kisebb méretű, téglalap alaprajzú épület fedett váróteremmel az utasok számára. Fehér kőtömbökből épült. A tetők nyeregtetősek. A homlokzat nyílásai falazott lapos áthidalókkal, kőpárkányokkal rendelkeznek. Az épületet az északi és déli homlokzaton két külső lépcsőn lehet megközelíteni. Az épület főbejárata az északi homlokzaton van.